# Politikåret 1939

## Händelser
- 1 januari - På Mosaiska församlingens förslag godkänner den svenska regeringen att ta emot omkring 1 000 judar från Tyskland som transitoflyktingar. Församlingen får ansvaret för dem och viseringstvång införs för alla utomnordiska flyktingar.
- 17 februari - Studentkåren i Uppsala antar under det så kallade Bollhusmötet en resolution som avvisar invandringen av ett tiotal judiska läkare från Tyskland.
- 27 februari - Frankrikes och Storbritanniens regeringar erkänner Francisco Francos regering i Spanien.
- Februari - Den svenska regeringen anslår 500 000 kronor till att ta hand om flyktingar. Detta leder till diverse protester i hela Sverige.
- 14 mars - Det slovakiska provinsparlamentet förklarar Slovakien självständigt. Prästen Jozef Tiso blir landets president.[1]
- 15 mars - Tjeckoslovakien upphör att existera eftersom tyska trupper ockuperar resterande delar av Böhmen och Mähren och en tyskvänlig regering insätts i Slovakien.
- 16 mars - Tjeckoslovakien delas upp i Böhmen-Mähren och Slovakien.[2]
- 21 mars - I en föredragning för den svenska regeringen framhåller försvarsstabschefen ett anfall från Sovjetunionen som mest troligt i händelse av krig.
- 22 mars - Tyskland tar Memel från Litauen.
- 28 mars
  - Den svenska regeringen föreslår åtgärder för att stärka det svenska försvaret.
  - Madrid faller för Francisco Francos trupper.
- Mars - Studentkåren i Lund ansluter sig till Uppsalakårens resolution.
- 1 april - Spanska inbördeskriget tar slut.
- 7 april - Italien invaderar Albanien. Kung Zog I lämnar landet.
- 5 maj - Den svenska riksdagen antar en lag som förbjuder arbetsgivare att avskeda kvinnor på grund av förlovning, giftermål eller graviditet. De får också två veckors betald ledighet vid förlossning.
- 17 maj - Sverige, Norge och Finland avböjer att sluta en icke-anfallspakt med Tyskland.
- 22 maj - Tyskland och Italien undertecknar Stålpakten.
- 31 maj - Danmark och Tyskland ingår en icke-angreppspakt.
- 3 juni - Den svenska regeringen återkallar det svenska försvaret av Åland, på grund av Sovjets negativa inställning.
- 7 juni - Den svenska allmänna förfogandelagen antas. Den reglerar hur förnödenheter och tjänster får tas ut av enskilda eller kommuner under krig och andra krisförhållanden.
- Juni - Den svenska försvarsmakten begär medel för att uppföra skyddsvärn mot främmande angrepp i Skåne och på Gotland.
- Juli - De första värnen i den svenska försvarslinjen Skånelinjen uppförs i Skåne.
- 8 augusti - En urtima (extra) riksdag öppnas i Stockholm.
- 23 augusti - Adolf Hitler och Josef Stalin delar upp Östeuropa mellan sig i Molotov–Ribbentrop-pakten.
- 27 augusti
  - Per Albin Hansson håller ett tal om det svenska försvaret där han bland annat hävdar att "Sveriges beredskap är god".
- 1 september - Tyskland invaderar Polen och startar därmed andra världskriget. Sverige förklarar sig neutralt.
- 3 september
  - Frankrike, Storbritannien och Australien förklarar krig mot Tyskland.
- USA förklarar sig neutralt i det pågående kriget.
- 10 september - Kanada förklarar krig mot Tyskland.
- 17 september - Sovjetunionen invaderar Polen.
- 27 september - Warszawa faller för tyskarna.
- 28 september - Polen kapitulerar till Tyskland och Sovjetunionen, som delar landet mellan sig. Därmed upphör Polen att existera.
- September - Tre polska ubåtar flyr från polskt vatten till Sverige, där de blir kvar under resten av kriget.
- 11 oktober - USA:s president Franklin D. Roosevelt erhåller ett brev från Albert Einstein, som uppmanar USA att skyndsamt utveckla en atombomb med användande av uran. Detta leder till att Manhattanprojektet startas.
- 18-19 oktober - Sveriges kung Gustaf V, Kristian X av Danmark och Håkon VII av Norge samt Finlands president Kyösti Kallio möts i Stockholm för att visa enighet och neutralitet.
- 19 oktober - Finlands begäran om ett militärt förbund mellan de nordiska länderna avslås.
- 8 november - Adolf Hitler undgår knappt ett mordförsök i samband med 16:e årsdagen av Ölkällarkuppen.
- 11 november - Ture Nermans antinazistiska tidning Trots Allt! tas i beslag för smädliga omdömen om Hitler.
- 30 november - Sovjetunionen anfaller Finland, och startar därmed vinterkriget. Sverige förklarar sig som icke-krigförande part.
- 6 december - Ett stort opinionsmöte hålls i Stockholm för Finland, vilket inleder ett exempellöst engagemang för Finlands sak.
- 12 december - Den svenska regeringen godkänner en frivilligkår till Finland.
- 13 december - Med anledning av det pågående andra världskriget bildas en samlingsregering i Sverige bestående av alla partier utom kommunisterna och nazisterna och med Per Albin Hansson som statsminister.

## Val
- 3 april – Folketingsval i Danmark.
- 1–2 juli – Riksdagsval i Finland.

## Organisationshändelser
- 13 mars – Det svenska politiska partiet Allmänna valförbundet byter officiellt namn till Högerns riksorganisation[förtydliga].
- 3 maj – All India Forward Bloc bildas i Indien.
- 16 september – Nationella aktionspartiet bildas i Mexiko.
- Okänt datum – Fólkaflokkurin bildas på Färöarna.
- Okänt datum – Jammu & Kashmir National Conference bildas i Indien.

## Födda
- 22 januari – Alfredo Palacio, Ecuadors president 2005–2006.
- 20 mars – Brian Mulroney, Kanadas premiärminister 1984–1993.
- 31 mars – Zviad Gamsachurdia, Georgiens president 1991–1992.
- 15 april – Jaime Paz Zamora, Bolivias president 1989–1993.
- 20 april – Gro Harlem Brundtland, Norges statsminister 4 februari–14 oktober 1981, 1986–1989 och 1990–1996.
- 27 april – João Bernardo Vieira, Guinea-Bissaus president 1980–1999 och 2005–2009.
- 5 juni – Joe Clark, Kanadas premiärminister 1979–1980.
- 15 juli – Aníbal Cavaco Silva, Portugals president 2006–2016.
- 17 juli – Ali Khamenei, Irans president 1981–1989.
- 26 juli – John Howard, Australiens premiärminister 1996–2007.
- 13 september – Guntis Ulmanis, Lettlands president 1993–1999.
- 18 september – Jorge Sampaio, Portugals president 1996–2006.
- 27 november – Laurent-Désiré Kabila, Kongo-Kinshasa president 1997–2001.

## Avlidna
- 6 januari – Gustavs Zemgals, Lettlands president 1927–1930.
- 29 mars – Gerardo Machado, Kubas president 1925–1933.
- 12 augusti – Eulalio Gutiérrez, Mexikos president 16 januari–10 juni 1915.
- 15 september – Jens Bratlie, Norges statsminister 1912–1913.
- 23 september – Francisco León de la Barra, Mexikos president 25 maj–26 november 1911.
- 27 oktober – Louis Eugène Roy, Haitis president 15 maj–18 november 1930.

### Fotnoter
1. ↑  ”Slovakia” (på engelska). World Statesmen. http://www.worldstatesmen.org/Slovakia.html. Läst 7 november 2012.
2. ↑  ”Czech Republic” (på engelska). World Statesmen. http://www.worldstatesmen.org/Czech_Republic.html. Läst 23 november 2012.